# Ecologische veerkracht
Ecologische veerkracht (engels: resiliense) is het vermogen van een ecosysteem om zijn normale patronen van voedselkringlopen en biomassaproductie te behouden, nadat er een externe, ecologische verstoring heeft plaatsgevonden. De term veerkracht wordt soms vervangen door robuustheid (engels:robustness), het herstellen en functioneren na een verstoring.
Twee veelgebruikte artikelen in de ecologie beschrijven veerkracht  op verschillende manieren:
1. het vermogen van een ecosysteem om verstoring te tolereren zonder over te schakelen naar een kwalitatief andere staat die wordt gecontroleerd door een andere reeks processen.
2. de tijd die nodig is om terug te keren naar de staat van vóór de verstoring.[2]

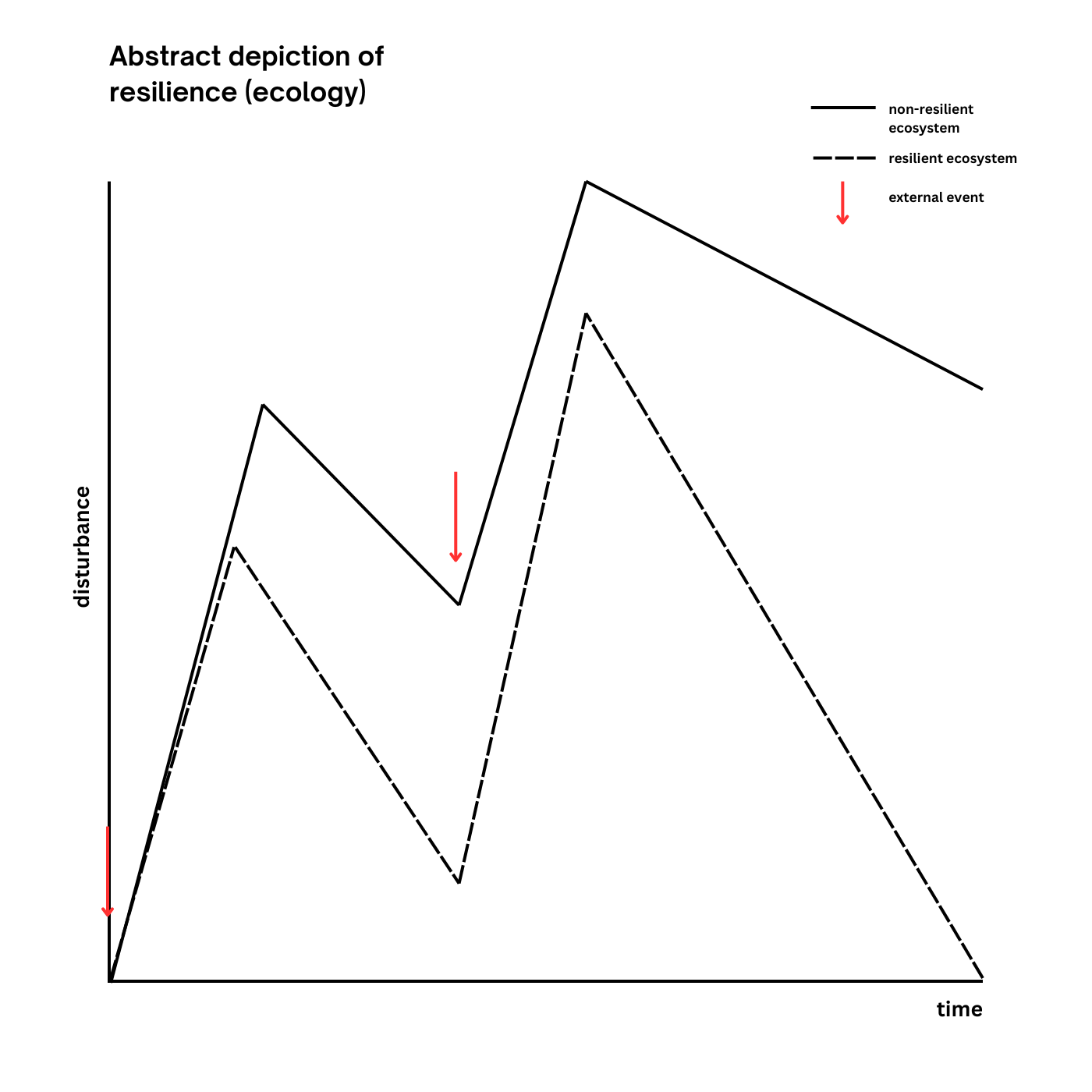
Schematische weergave van ecologische veerkracht

Verstoringen van grote omvang of duur kunnen een ecosysteem op zo'n manier beïnvloeden als er een drempel (threshold) wordt bereikt, waardoor een andere combinatie van processen en structuren de overhand krijgt. Dit is een omslagpunt, ook wel een bifurcation point genoemd. Een nieuw evenwicht zal zich dan instellen. Meestal heeft dit een kleinere biodiversiteit als gevolg. 
Menselijke activiteiten zoals landbouw, tuinbouw en visserij, de (chemische) industrie, grondstofwinning en bouw hebben grote invloed op ecosystemen en zorgen dan ook voor veel omslagpunten.

## Menselijke activiteiten
Er zijn veel gebieden waar menselijke activiteiten een impact hebben op en ook afhankelijk zijn van de veerkracht van ecosystemen. Duurzaam gebruik van milieugoederen en -diensten vereist begrip en rekening houden met de veerkracht van het ecosysteem en de grenzen ervan. De factoren die de veerkracht van ecosystemen beïnvloeden, zijn echter complex. Menselijke activiteit beïnvloedt deze factoren vaak, wat leidt tot veel omslagpunten.

### Landbouw en visserij
Landbouw, tuinbouw en visserij zijn sectoren die afhankelijk zijn van een stabiel ecosysteem, zoals vruchtbare bodems, schoon water en biodiversiteit. Tegelijkertijd oefenen ze een enorme druk uit op ecosystemen. Intensieve landbouwpraktijken kunnen leiden tot bodemuitputting, watervervuiling (meststoffen en pesticiden), en verlies van biodiversiteit door monoculturen. Ook door ontbossing worden ecosystemen verstoord, met name in Zuid-Amerika en Azië.
In de visserij leidt overbevissing vaak tot de uitputting van populaties en verstoring van voedselketens. Dit kan de veerkracht van ecosystemen ernstig verminderen, waardoor deze kwetsbaarder worden voor verstoringen zoals klimaatverandering.